# Hälsa (tidning)
Hälsa är en svensk månadstidning, tidigare även bokförlag, inom folkhälsoområdet, grundad 1940.
Den vegetariskt inriktade hälsopionjären Are Waerland startade år 1940 tidningen Solvikingen som en månatlig, huvudsakligen textbaserad medlemsskrift främst för hans egna hälsoartiklar i anslutning till den egna organisationen Allnordiska Förbundet för Folkhälsa, sedermera Riksförbundet Hälsofrämjandet. Bland annat publicerades stora delar av Waerlands mest uppmärksammade bok: I sjukdomarnas häxkittel. Även bland andra hustrun och författaren Ebba Waerland medverkade. Tidningen hade då omkring 4000 prenumeranter och bytte senare namn till Waerlands Månadsmagasin. 
År 1952 ändrades tidningens namn och inriktning till det nuvarande Hälsa i och med att tidningens redaktionschef Eskil Svensson helt tog över utgivningen och utformade den som en mer lättillgänglig, illustrerad allmäntidning om hälsa för en vidare läsekrets. Vid mitten av 1970-talet började redaktionen även att ge ut hälsoböcker, vegetariska kokböcker, hälsopionjären Lilly Johanssons böcker Vital mat och Vital kur med flera.
1990 tog makarna Per och Monica Frisk över Hälsa med Per Frisk som chefredaktör. 
År 2008 övertogs utgivningen av Forma Publishing Group med Carina Jörsäter, tidigare redaktionschef, som chefredaktör. 
2013 utsågs Maria Torshall till chefredaktör. 
År 2014 såldes Hälsa tillsammans med övriga konsumenttidskrifter inom Forma Publishing till den danska mediekoncernen Egmont Publishing.
Världens första hälsotidning var förmodligen "The Health Reformer" som gavs ut i USA med början år 1866.